# Pseudothonalmus terminalis
Pseudothonalmus terminalis là một loài bọ cánh cứng trong họ Cerambycidae.